# NHN (2001년 기업)
엔에이치엔(주)(NHN Corporation)는 대한민국의 인터넷 서비스 기업 네이버 주식회사의 이전 상호명이다.
2000년 7월 네이버컴(주)가 한게임커뮤니케이션을 인수합병한 후 2001년 9월 엔에이치엔(주)(NAVER, HAN game, Network)로 사명을 변경하였다. 2013년 8월 1일 한게임사업부문을 인적분할하여 NHN엔터테인먼트가 신설되었고 존속회사 엔에이치엔(주)는 네이버 주식회사로 상호를 변경하였다.

## 같이 보기
- 네이버 (기업)
  - 네이버
- NHN엔터테인먼트 (현 NHN)
  - 한게임